# كاري كابرال
كاري كابرال (بالبرتغالية: José Curry da Câmara Cabral‏) هو طبيب برتغالي، ولد في 4 مايو 1844 في São Mamede, Lisbon ‏ في البرتغال، وتوفي في 19 مايو 1920.